# Клифсајд Парк (Њу Џерзи)
Клифсајд Парк (енгл. Cliffside Park) град је у америчкој савезној држави Њу Џерзи.

## Демографија
По попису из 2010. године број становника је 23.594, што је 587 (2,6%) становника више него 2000. године.
| Група             | 2000.          | 2010.          |
| Белци             | 15.262 (66,3%) | 12.434 (52,7%) |
| Афроамериканци    | 422 (1,8%)     | 776 (3,3%)     |
| Азијати           | 2.772 (12,0%)  | 3.252 (13,8%)  |
| Хиспаноамериканци | 4.177 (18,2%)  | 6.704 (28,4%)  |
| Укупно            | 23.007         | 23.594         |